# فرضیه جهان سبز
فرضیه جهان سبز پیشنهاد می‌کند که شکارچیان تنظیم‌کننده‌های اصلی اکوسیستم‌ها هستند: آنها با تنظیم گیاهخوارانی که در غیر این صورت تمام سرسبزی را مصرف می‌کردند، دلیل «سبز» بودن جهان هستند. همچنین به عنوان فرضیه اچ اس اس شناخته می‌شود، که برگرفته از نام هیرستون، اسمیت و اسلوبودکین، نویسندگان مقالهٔ اصلی در این زمینه است.
اگرچه گیاهخواران زیادی وجود دارند که می‌توانند پوشش گیاهی جهان را کاهش دهند، بسیاری از محققان این سؤال را مطرح می‌کنند که چگونه می‌توان زیست‌توده و تنوع زیستی را حفظ کرد. نظم طبیعی برای تداوم همه گونه‌ها و اکوسیستم‌ها نیازمند نیرویی مخالف است که بر این گیاهخواران تأثیر بگذارد. همان‌طور که فرضیه جهان سبز پیشنهاد می‌دهد، یک سیستم کنترل و تعادل برای شکوفایی گیاهان در اکوسیستم‌های مختلف پیشنهاد شده است. علاوه بر مکانیسم‌های دفاعی گیاهان، شکارچیان در تنظیم تعداد جمعیت این گیاهخواران کمک می‌کنند و میزان پوشش گیاهی مصرف شده را محدود می‌کنند. چندین اکوسیستم با یک سیستم آبشاری تغذیه‌ای مشخص می‌شوند که در آن تمام سطوح با هم تعامل دارند و بر پایداری یکدیگر تأثیر می‌گذارند (سیلیمان و آنجلینی، ۲۰۱۲). برای مثال، گیاهخواران جمعیت گیاهان را کاهش می‌دهند، اما مصرف‌کنندگان گوشتخوار که رشد جمعیت را فراتر از آنچه با توجه به منابع موجود اختصاص داده شده است، محدود می‌کنند، آنها را کنترل می‌کنند.
مطالعهٔ آبشارهای تغذیه‌ای برای درک فرضیهٔ جهان سبز بسیار مهم است. یکی از راه‌هایی که آبشارهای تغذیه‌ای می‌توانند بر اکوسیستم‌ها تأثیر بگذارند، از طریق محدود کردن بهره‌وری اولیه خالص است که جریان انرژی را از طریق منابع مختلف تعیین می‌کند. این رویکرد از پایین به بالا به دلیل شرایط مختلف محیطی منجر به فراوانی گونه‌های گیاهی نامطلوب می‌شود (سیلیمان و آنجلینی، ۲۰۱۲). علاوه بر این، انرژی در یک سیستم معین می‌تواند توسط شکارچیان در بالاترین سطح تغذیه‌ای یا گوشتخوارانی که گوشتخواران دیگر را مصرف می‌کنند، تعیین شود. این رویکرد از بالا به پایین با تراکم بالای مصرف‌کننده و در بسیاری از موارد، سیستم‌های گیاهی علفی، بدون مکانیسم‌های دفاعی اولیه قوی مشخص می‌شود (سیلیمان و آنجلینی، ۲۰۱۲). این فرآیندهای حفظ آبشارهای تغذیه‌ای اغلب به‌طور همزمان عمل می‌کنند. یک اجماع عمومی این است که آبشارهای تغذیه‌ای در مقایسه با اکوسیستم‌های خشکی، تأثیر بیشتری در اکوسیستم‌های آبی دارند. با این حال، تنظیم بیش از حد در هر یک از این جوامع می‌تواند منجر به تخریب آبشار تغذیه‌ای درون سیستم شود و از رشد بسیاری از گونه‌ها در تمام سطوح جلوگیری کند (۲۰۱۲).

## تاریخچه
فرضیه جهان سبز احتمالاً اولین بار در سال ۱۹۵۷ توسط فردریک ادوارد اسمیت در دانشگاه میشیگان در یک دوره آموزشی مطرح شد.
در سال ۱۹۶۰، نلسون هیرستون، اسمیت و لارنس اسلوبودکین مقاله‌ای منتشر کردند که در آن فرضیه جهان سبز را مطرح کردند. نام اچ اس اس از حروف اول نام خانوادگی هر یک از آنها گرفته شده است.
رابرت تی. پین در سال ۱۹۶۶ آزمایش‌هایی با پیساتر اوکراسئوس انجام داد که نقش آنها را به عنوان یک گونه کلیدی در تنظیم صدف سیاه کالیفرنیا نشان داد. در این مطالعه، پین مشاهده کرد که تنوع زیستی و پایداری اکوسیستم در مناطق جزر و مدی به شدت به حضور ستاره دریایی وابسته است (۲۰۲۰, سیسی). اگرچه این گونه به عنوان یک گونه کلیدی شناخته می‌شود، تحقیقات پین امکان این کشف را فراهم کرد، زیرا متوجه شد که تعداد صدف‌ها، شقایق‌های دریایی، جلبک‌ها و سایر گونه‌ها به دنبال کاهش تعداد ستاره‌های دریایی کاهش یافته است (۲۰۲۰, سیسی). این یک مثال قوی از اهمیت حفظ آبشار تغذیه‌ای است و نشان می‌دهد که کنترل از بالا به پایین عامل تنظیمی اصلی در این سیستم است.
جیمز استس و جان پالمیسانو آزمایش‌های مشابهی را با سمورهای آبی، جوجه تیغی‌های دریایی و جلبک دریایی انجام دادند، که در آن حضور سمور آبی باعث افزایش حضور جلبک دریایی در یک آبشار پروردگی شد. همان‌طور که در این مطالعه مورد بحث قرار گرفت، سمورهای دریایی، مصرف‌کنندگان طبیعی توتیای دریایی، باعث شکوفایی جنگل‌های جلبک دریایی شده‌اند. بدون کمک و حضور این سمورهای دریایی، زیست‌توده توتیای دریایی افزایش می‌یابد که احتمالاً تهدیدی جدی برای اکوسیستم خواهد بود. فقدان سمورهای دریایی در اکوسیستم منجر به نابودی تقریبی جنگل‌های اشنه دریایی می‌شود و مفهومی اکولوژیکی به نام مناطق خشک و بی‌آب و علف توتیایی را شکل می‌دهد (سیلیمان و آنجلینی، ۲۰۱۲).
جان تربورگ در سال ۲۰۰۶ دره‌های ونزوئلا را با و بدون شکارچیان بررسی کرد و فرضیه جهان سبز را در خشکی نشان داد.

## انتقاد
فرضیه دفاع از خود گیاهان بیان می‌کند که گیاهان به‌طور کامل توسط گیاهخواران مصرف نمی‌شوند، دلیل اصلی آن سازگاری آنها با این پدیده (خار، سمیت، سلولز و غیره) است.